# Iosaș
Iosaș – wieś w Rumunii, w okręgu Arad, w gminie Gurahonț. W 2011 roku liczyła 239 mieszkańców. 